# 深谷薰
深谷薰（日語：深谷かほる，1962年11月5日—），日本漫畫家。

## 經歷
福島縣立安積女子高等學校、武藏野美術大學設計科畢業。曾在美術館任職，1987年漫畫〈毎日が日曜日〉刊登於12月号《プチフラワー》而出道
。爾後轉向畫淑女漫畫。
2010年作品《鋼之女》改拍為電視劇。
2017年作品《夜巡貓》榮獲第21屆手塚治虫文化賞短篇賞。
弟弟深谷陽也是漫畫家，在《夜巡貓》第一卷中，第161頁最後一格的背景是出自於弟弟深谷陽之手。。